# Я люблю тебя (фильм, 1986)
«Я люблю тебя» (англ. I Love You) — франко-итальянский кинофильм 1986 года.

## Сюжет
Главный герой фильма — молодой парень по имени Мишель (Кристофер Ламберт). Он живёт на окраине большого индустриального города. Характерной чертой Мишеля можно назвать то, что он не делает особого различия между взрослыми и детьми, людьми и животными, живыми существами и неживыми предметами.
Безработный сосед Ивс, постоянно толкущийся в квартире Мишеля, не вызывает у него никакого раздражения, он скорее не замечает его. Мишель совершенно без всяких эмоций расстаётся со своей бывшей подружкой; молодая девушка, преследующая его по пятам и признающаяся ему в любви, тоже не вызывает у него никаких чувств. Мишель не отрицает секс, но ему неведомо чувство любви к окружающим его людям. Зато он любит свои вещи, например, свой мотоцикл. Аномальное проявление потребительских настроений режиссёр выражает через показ рекламных роликов, льющихся потоком с экрана телевизора. Мишель — типичный продукт системы потребления, и это сыграло с ним злую шутку.
Однажды, посмеявшись над парочкой влюблённых и прогнав их, он находит на месте стоянки машины брелок. Брелок — простая игрушка в виде миниатюрной женской головки, отвечающая на свист женским голосом: «Я люблю тебя». Она совершенно очаровала молодого человека. У Мишеля начинается «роман» с брелоком, который заставляет пройти его через все романтические переживания, присущие влюблённому: бездушный Мишель начинает ревновать свою «возлюбленную», когда она отвечает на свист других мужчин. В порыве ревности он на своём мотоцикле намеренно въезжает в стену, после чего и из-за выбитого зуба теряет способность свистеть. Невозможность услышать волшебную фразу «Ай Лав Ю» доводит его до исступления, парень обращается за посторонней помощью, но молодая путана не может произнести заветную фразу так, как хотелось бы Мишелю.
М. Феррери в этом фильме использует параллельные ассоциации с другим своим фильмом «Диллинджер мёртв». На экране телевизора мелькают кадры из этого фильма, которые провоцируют Мишеля на совершение так присущего всем ревнивцам поступка, как «убийство» своей возлюбленной — брелока. Вместе с соседом Ивсом они совершают ритуальное действо, разбивая игрушку молотком.
Казалось, должно наступить долгожданное освобождение. Но Мишель по телевизору видит изображение сказочного парусника с прекрасной девушкой на борту, сирены вновь зовут его и заставляют войти в море в погоне за своей новой мечтой. Прекрасный мираж медленно исчезает среди волн под мелодию «La Paloma», и это видение становится последним в жизни Мишеля…

## В ролях
- Кристофер Ламберт —  Мишель
- Эдди Митчелл —  Ивс
- Аньес Сораль —  Хелена
- Флора Барилларо —  Мария
- Анемон —  Барбара
- Марк Берман —  Пьер
- Лаура Манжки —  Камелия / Изабель
- Жан Рено —  дантист
- Жани Марине —  путана
- Олинка Хардиман —  госпожа

## Награды
Номинация на Золотую пальмовую ветвь «Cannes Film Festival 1986».